# Silis greeni
Silis greeni is een keversoort uit de familie soldaatjes (Cantharidae). De wetenschappelijke naam van de soort werd in 1971 gepubliceerd door Kenneth Fender.